# Зембергс, Марис
Марис Зембергс (латыш. Māris Zembergs; 15 июня 1944 — 6 апреля 2022) — латвийский пианист.
Окончил Музыкальную школу имени Язепа Медыня и Латвийскую консерваторию, ученик Яутрите Путныни и Николая Федоровского. В 1969 г. был удостоен почётного диплома на Межреспубликанском конкурсе молодых исполнителей в Кишинёве.
На протяжении многих лет работал звукорежиссёром на Латвийском радио, куда его рекомендовал его предшественник Валдис Крастиньш. Одновременно сотрудничал как пианист с Государственным симфоническим оркестром Латвийской ССР, выступал с такими дирижёрами, как Леонидс Вигнерс и Степан Турчак. Первым в послевоенной Латвии исполнил фортепианный концерт Вольфганга Дарзиньша (1986), однако предпочитал музыку Иоганнеса Брамса и Ференца Листа.